# Walter Schuster (skidåkare)
Walter Schuster, född 2 juni 1929 i Lermoos i Tyrolen, död 13 januari 2018, var en österrikisk alpin skidåkare.
Schuster blev olympisk bronsmedaljör i storslalom vid vinterspelen 1956 i Cortina d'Ampezzo.